# Ayeta Anne Wangusa
Ayeta Anne Wangusa (Kampala, Uganda, 9 de septiembre de 1971) es una escritora y activista ugandesa. Es una de las miembros fundadoras (1995) de FEMRITE, la Asociación de Escritoras de Uganda. Wangusa logró reconocimiento en los círculos literarios por su novela Memoirs of a Mother (Memorias de una madre),de (1998). También fue miembro fundadora (2009) de African Writers Trust y desde 2018 forma parte de su consejo asesor.  Es colaboradora de la antología New Daughters of Africa de 2019, editada por Margaret Busby.
Además de su carrera literaria, que incluye haber coeditado con Violet Barungi Tears of Hope: A Collection of Short Stories by Ugandan Rural Women (2002),  Wangusa trabaja en desarrollo social, gobernanza y derechos de la mujer.

## Carrera profesional
Desde julio de 2009, Wangusa ha trabajado con SNV - Organización Holandesa para el Desarrollo, en Tanzania, como Asesora de Gobernanza (Medios) para la Iniciativa de Responsabilidad Pública de Tanzania. Anteriormente, trabajó con esta misma asociación en Tanzania como asesora para el Fortalecimiento de la Sociedad Civil, de julio de 2006 a julio de 2009.
De octubre de 2004 a marzo de 2006, Wangusa fue Oficial de Proyectos de Desarrollo e Implementación, Open Knowledge Network, en la Fundación Africana de Investigación y Medicina (AMREF) en Tanzania.
Entre diciembre de 1996 y diciembre de 2003, Wangusa estuvo trabajando con New Vision Printing and Publishing Corporation en Uganda, como subeditora de artículos, y entre agosto y diciembre de 1996, fue editora de libros en Fountain Publishers Ltd, Uganda.

## Premios y reconocimientos
De 2009 a 2011, Wangusa fue Coordinadora del Taller sobre Género y Derechos de la Mujer del Foro de los Pueblos de la Commonwealth en Perth, Australia, y miembro del Comité Asesor de la Sociedad Civil de la Commonwealth (CSAC), en representación de la región de África Oriental. 
Wangusa fue seleccionada por la Nueva Asociación para el Desarrollo de África (NEPAD) para formar parte del grupo de expertos sobre desarrollo de capacidades e intercambio de conocimientos en julio de 2011.
En 2005, Wangusa fue Representante de Women Writers en el Capítulo del PEN Club Internacional de Uganda.
Durante los meses de septiembre y octubre de 2003, Wangusa participó en el Festival de Literatura de Cheltenham en el Reino Unido como parte del Proyecto Across Continents. También en 2003, fue parte del jurado del prestigioso Premio de Escritores de la Commonwealth (Región de África), patrocinado por la Commonwealth Foundation junto con la Prof. Mary Kolawole de Nigeria y el Prof. Andries Oliphant de Sudáfrica.
Durante agosto-octubre de 1998, Wangusa participó en el prestigioso Programa Internacional de Escritores de la Universidad de Iowa y recibió una beca honoraria en escritura de la Universidad de Iowa.
En marzo de 2002, Wangusa fue parte del jurado de un concurso nacional de ensayos organizado por el Centro Americano (Uganda) para conmemorar el mes de la historia afroamericana. En junio de 2002, fue Relatora Principal adjunta del 8º Congreso Internacional Interdisciplinario sobre la Mujer en Kampala, Uganda.
Wangusa también ha formado parte del comité directivo del proyecto Women Writing Africa, África Oriental de Feminist Press (Nueva York, EE. UU.).

## Obras destacadas
- Memorias de una Madre. Kampala, Uganda: Femrite Publications Limited, 1998. ISBN 978-9970901012.
- Como editor, con Violet Barungi, Tears of Hope: A Collection of Short Stories by Ugandan Rural Women, Kampala, Uganda: Femrite Publications Limited, 2002.ISBN 978-9970700028.[10]